# Лаллеман, Роза
Роза Лаллеман (фр. Roza Lallemand, урождённая Те (фр. Te), также Те-Лаллеман; 8 августа 1961, Корейская Народно-Демократическая Республика — 26 августа 2008, Франция) — французская, ранее советская и российская шахматистка, гроссмейстер среди женщин (2000). 

## Биография
Роза Те родилась в Северной Корее в 1961 году, она имела пять братьев и сестру. Когда ей было пять лет, вся семья эмигрировала в СССР, за исключением матери, которая перебралась в Южную Корею и много лет не имела право видеться со своими близкими. 
Отмеченная в детстве как хорошая шахматистка, Роза Те в возрасте одиннадцати лет отправилась в Москву, где жила в спортивном интернате и видела свою семью только один раз за шесть месяцев. После окончания интерната продолжила учебу и получила степень библиотекаря.
После падения Берлинской стены в 1989 году, Роза Те начинает участвовать в шахматных турнирах в Западной Европе. В середине 1990-х годов она встретила своего будущего мужа — Даниела Лаллемана, и получила французское гражданство в 1997 году. Входила в число сильнейших шахматисток Франции, отличалась остро комбинационной игрой и хорошим тактическим зрением. Два раза завоевала бронзовую медаль на чемпионате Франции по шахматам среди женщин (2000, 2003). В составе шахматного клуба Монако была победительницей командного первенства Франции среди женщин по шахматам в 2001 и в 2002 году. На международных шахматных турнирах самый большой успех достигла в 1998 году в Сен-Кантене, когда в открытом турнире разделила второе — четвертое место (победил Яков Мурей).
В 2000 году стала второй шахматисткой Франции после Шанталь Шоде де Силан, которая удостоилась титула международного гроссмейстера среди женщин. 
Представляла сборную Франции на крупнейших командных шахматных турнирах:
- в шахматных олимпиадах участвовала три раза (2000—2002, 2006);
- в командном чемпионате Европы по шахматам участвовала три раза (2001—2005) и в командном зачете завоевала золотую медаль (2001).

В августе 2008 года в По участвовала в очередном чемпионате Франции по шахматам среди женщин, который окончила на шестом месте. Три дня после окончания турнира умерла в своем доме от сердечного приступа.
Шахматная федерация Франции, начиная с 2009 года, назвала чемпионат Франции по быстрым шахматам среди женщин в ее честь.